# Magdiel

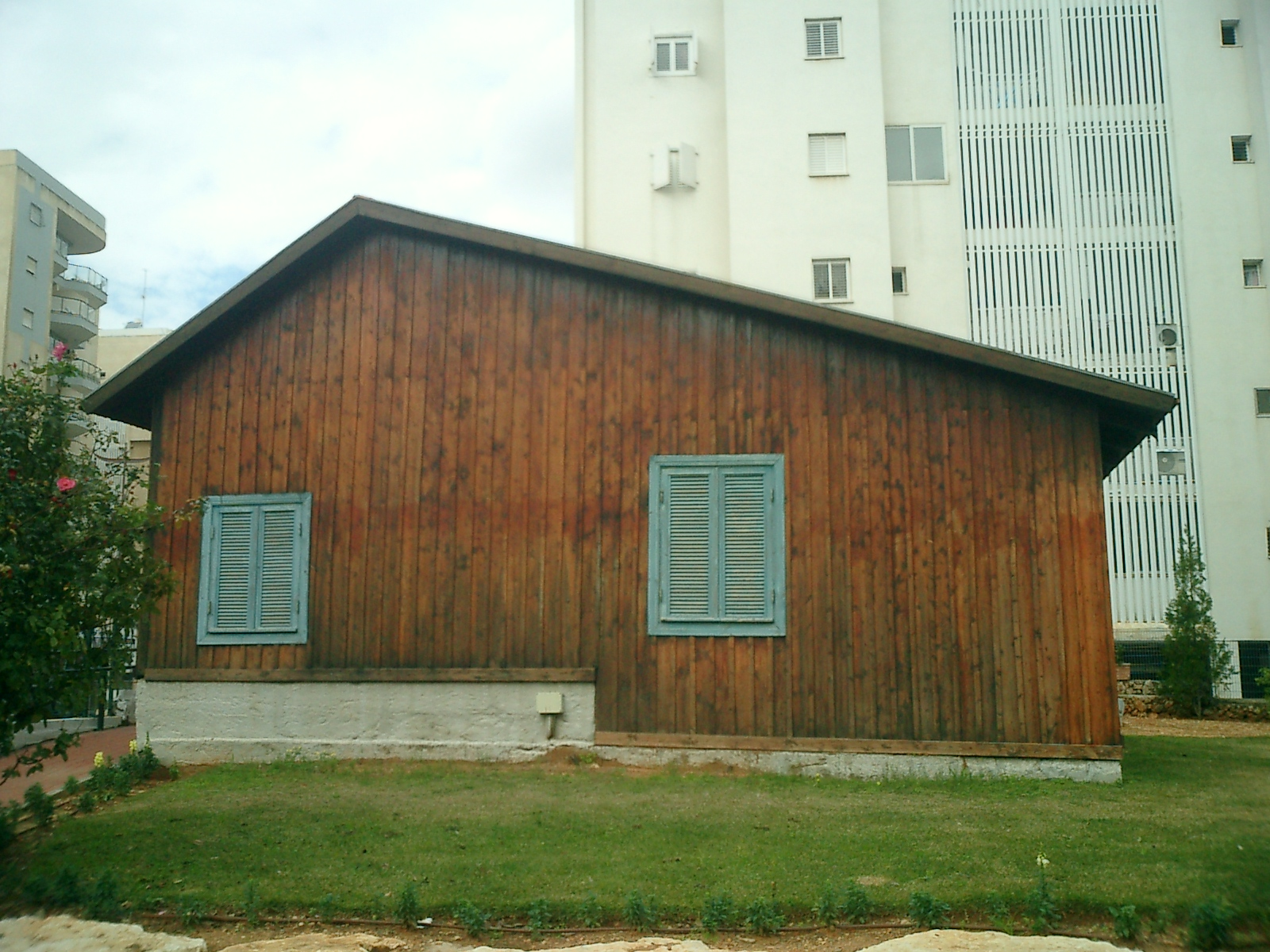
Cabana dos pioneiros de Magdiel restaurada

Magdiel (em hebraico: מגדיאל), fundada em 1924, na Yishuv do Mandato da Palestina, é uma das quatro comunidades de origem dos agricultores judeus que combinava em 1964 para formar Hod HaSharon, Israel.
Magdiel foi estabelecida como uma moshava, a partir de 4000 dunans de compra de terra perto da aldeia árabe de Biyar 'Adas. A população inicial incluiu judeus imigrantes da Rússia, Polónia e Lituânia, que mais tarde se juntou por um grupo da Holanda. Em 1964, quatro vilas - Magdiel, Ramatayim, Hadar, e Ramat Hadar - se uniram para formar Hod Hasharon.
O nome do local "é o simbólico Magdi El (= principe de EL)"  e aparece no Antigo Testamento. Magdiel era o nome de um clã edomita (possivelmente o nome de um chefe com o mesmo nome) mencionado em Gênesis 36:43. A sua invocação de El pode mostrar que essa divindade era adorada em Edom, juntamente com Cos e outros.
Magdiel é a localização de um colégio da Juventude de Aliyah de mesmo nome que teve em jovens sobreviventes do Holocausto. Outras escolas que incluem uma escola secundário geral e uma escola técnica e profissional da rede de ensino da ORT.